# Etimología de Perú
Existen varias versiones sobre el origen etimológico del nombre Perú, algunas respaldadas en documentos de la época de la Conquista, otras sin base o coherencia histórica. A continuación, se muestran las versiones más conocidas.

### Versión de Raúl Porras Barrenechea

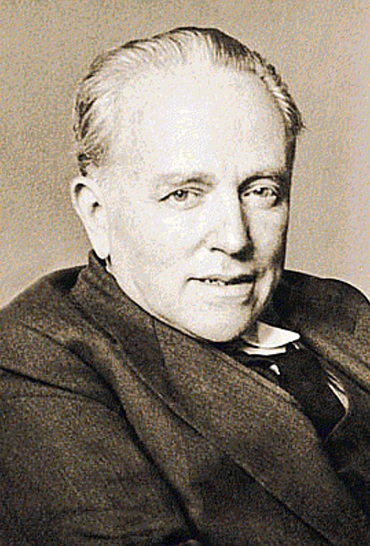
El historiador peruano Raúl Porras Barrenechea.

La versión académica más aceptada es la del historiador peruano Raúl Porras Barrenechea. Porras indica que el nombre «Perú» no fue conocido por los incas, sino que fue impuesto en los primeros años de la conquista por los exploradores españoles. Estos lo tomaron del nombre de un cacique llamado «Birú», quien vivió cerca del golfo de San Miguel en Panamá, donde gobernaba una pequeña región costera al sur de dicho golfo a inicios del siglo XVI. Con el tiempo, los españoles empezaron a llamar Perú no solo a esa pequeña región, sino a todo el gran país situado más al sur. Los tesoros encontrados en la tierra de los incas terminaron por convertir el nombre del Perú en sinónimo de riqueza.

#### Antecedentes y base histórica
A partir de las primeras exploraciones, Vasco Núñez de Balboa recibió las primeras noticias sobre un lejano país donde se bebía y comía en vasijas de oro; dichos indicios eran muy vagos para conjeturar la existencia del Imperio incaico. Posteriormente Balboa, acompañado de Francisco Pizarro, después de descubrir el Mar del Sur, alcanzó el golfo de San Miguel, donde recibió noticias más convincentes sobre la existencia del país buscado.
Del mismo modo, el licenciado Gaspar de Espinosa conquistó la provincia de «Peruquete», nombre que algunos historiadores consideran que dio origen al nombre «Perú». Según el cronista Gonzalo Fernández de Oviedo, «después de la ejecución de Balboa en el Darién, no se hablaba de otra cosa, sino de la rica y lejana provincia de Perú»; dice también Oviedo que, en el mapa de Andagoya, el río Cartagena llevaba el nombre «Pirú». Casi por el mismo tiempo (1519), Pascual de Andagoya emprendió un viaje hacia Levante y, al llegar a la provincia llamada Chochama, recogió noticias más concretas sobre el Imperio incaico: llegó a otra provincia llamada Virú o Birú donde también corría un río del mismo nombre. He aquí como relata Andagoya su viaje:

En el año de 22 siendo yo Visitador General de los indios, salió de Panamá a visitar la tierra a la vuelta del Este, y llegado al golfo de San Miguel, pasé a visitar una provincia que se decía Chochama, bien poblada de gente. Aquí supe como por la mar venía gente en canoas a hacerles guerra todas las lunas llenas y tenían tanto miedo de aquella gente, que no osaban ir a la mar a pescar, estos eran de una provincia del Sur que se dice Birú, de donde tomó su origen el nombre Perú, pidiéndome los indígenas favor para defenderse de ellos y por descubrir lo que había de allá adelante; envié a Panamá a traer más gente de la que tenía y venida, tomando los guías que hablan, caminé seis o siete días hasta llegar a aquella provincia que se dice Birú y subí un río grande cerca de 20 leguas, donde hallé muchos señores y pueblos, y llegué hasta donde ahora está la ciudad de San Juan que serán hasta 50 leguas.

### Versiones descartadas

#### Versión del río Virú
Una versión popular muy difundida es que la voz «Perú» derivaría del nombre del río Virú, al norte del país, en el actual departamento de La Libertad. Según esta los primeros españoles que llegaron al país le habrían preguntado a unos nativos como llamaban ellos el lugar, a lo que estos respondieron «Virú» (antigua cultura pre-inca, del río Virú, al norte del Perú). Los españoles habrían entendido el nombre como «Perú» y de allí provendría el nombre. Así, cuando Francisco Pizarro exploró las regiones más meridionales en 1525, estas habrían sido designadas Virú o Perú. Esta versión resulta inverosímil ya que el nombre Perú venía siendo usado por los conquistadores españoles varios años antes de que arribaran a territorio peruano.

#### Versión de Piura
Una etimología popular relaciona el origen del nombre de la ciudad de Piura, que proviene de la palabra quechua pirwa que significa «depósito» o «granero» (Piura era un punto de abastecimiento de los quechuas), con una hipotética «deformación» que habría llevado con el tiempo al topónimo en español «Perú». Esta versión, además de ser incoherente por sí misma ya que la hispanización de pirwa que subsiste hasta nuestros días es Piura, es fácilmente rebatible porque el uso del topónimo Perú es previo a la llegada de los españoles al actual territorio peruano.

#### Base histórica
Es bien sabido que, por lo menos desde 1523, diez años antes de la llegada de los españoles al actual territorio peruano, Perú ya existía como topónimo, tal como quedó asentado en los registros tributarios del oro recabado por Pascual de Andagoya «que fue a la provincia del Perú, y Juan García de Montenegro, que fue por veedor (...) cierto oro que dijeron lo había habido el dicho viaje del Perú». Previamente se han registrado variantes como Virú, Berú o Pirú. Es de resaltar que en la región mencionada se hablaban lenguas chocoanas.
Existe consenso general sobre el hecho de que Andagoya nunca arribó a la susodicha región histórica del Perú, estimándose que sólo llegó al actual Chocó, antes del río San Juan. De aquel «Perú» ya conocía previamente el capitán Gaspar de Morales: «en la parte oriental del golfo de San Miguel había un cacique gran señor llamado Birú, que tenía gran riqueza de oro y perlas». Es improbable que Morales hubiera podido alcanzar los dominios de aquel cacique. Fue a ese modesto Señor de Birú, que había avasallado a algunos caciques, al cual Andagoya logró conquistar y con quien logró entablar buenas relaciones, enterándose por él de la existencia de un rico reino en lejanas regiones del sur. Para aquel tiempo el nombre de Birú o Perú ya era usado para denominar toda el área al sur del golfo de San Miguel. Se deduce entonces, que en el momento en que Pizarro enrumba al sur para explorar las tierras de un desconocido reino aborigen, el Imperio incaico, el lugar al que pretendía arribar ya recibía el nombre de Perú. Es así que, un modesto señorío de la jungla chocoana acabó por dar nombre a la más grande quimera de riqueza para los españoles.
Ya en 1529, con la Capitulación de Toledo, le fue entregado legalmente al conquistado Imperio incaico el nombre de provincia del Perú por la Corona de España. Bajo el dominio español, el territorio adoptó la denominación de «Nueva Castilla», nombre que tuvo poca vigencia, ya que fue reemplazado en 1542 por el de «Virreinato del Perú». Posterior al gobierno provisional del Protectorado de San Martín, en el contexto del proceso independentista,  el territorio se convirtió en la «República Peruana» el 12 de noviembre de 1823 con la ley que promulgó la Constitución de 1823 firmada por José Bernardo de Tagle, «presidente de la República peruana nombrado por el Congreso Constituyente». En 1979, la Constitución política de dicho año estableció su nombre actual de «República del Perú».